# Hipismo nos Jogos Olímpicos de Verão de 1984
O hipismo nos Jogos Olímpicos de Verão de 1984 foi realizado em Los Angeles, nos Estados Unidos, com seis eventos disputados no adestramento, concurso completo de equitação (CCE) e salto.

## Adestramento individual
| Pos. | País                     | Atletas              | Cavalos  |
| ---- | ------------------------ | -------------------- | -------- |
|      | Alemanha Ocidental (FRG) | Reiner Klimke        | Ahlerich |
|      | Dinamarca (DEN)          | Anne Jensen-Tornblad | Marzog   |
|      | Suíça (SUI)              | Otto Hofer           | Limandus |

## Adestramento por equipe
| Pos. | País                     | Atletas                                         | Cavalos                       |
| ---- | ------------------------ | ----------------------------------------------- | ----------------------------- |
|      | Alemanha Ocidental (FRG) | Reiner Klimke Uwe Sauer Hubert Krug             | Ahlerich Montevideo Muscadeur |
|      | Suíça (SUI)              | Otto Hofer Christine Stueckelberger Amy de Bary | Limandus Tansanit Aintree     |
|      | Suécia (SWE)             | Ulla Hakansson Louise Nathorst Ingamay Bylund   | Flamingo Inferno Aleks        |

## CCE individual
| Pos. | País                 | Atletas       | Cavalo     |
| ---- | -------------------- | ------------- | ---------- |
|      | Nova Zelândia (NZL)  | Mark Todd     | Charisma   |
|      | Estados Unidos (USA) | Karen Stives  | Ben Arthur |
|      | Grã-Bretanha (GBR)   | Virginia Leng | Priceless  |

## CCE por equipe
| Pos. | País                     | Atletas                                                         | Cavalos                                      |
| ---- | ------------------------ | --------------------------------------------------------------- | -------------------------------------------- |
|      | Estados Unidos (USA)     | John Plumb Karen Stives Torrance Fleischmann Bruce Davidson     | Blue Stone Ben Arthur Finvarra JJ Bab        |
|      | Grã-Bretanha (GBR)       | Virginia Leng Ian Stark Diana Clapham Lucinda Green             | Priceless Oxford Blue Windjammer Regal Realm |
|      | Alemanha Ocidental (FRG) | Bettina Overesch Burkhard Tesdorpf Claus Erhorn Dietmar Hogrefe | Peacetime Freedom Fair Lady Foliant          |

## Salto individual
| Pos. | País                 | Atletas           | Cavalos        |
| ---- | -------------------- | ----------------- | -------------- |
|      | Estados Unidos (USA) | Joseph Fargis     | Touch of Class |
|      | Estados Unidos (USA) | Conrad Homfeld    | Abdullah       |
|      | Suíça (SUI)          | Adelheid Robbiani | Jessica V      |

## Salto por equipe
| Pos. | País                     | Atletas                                                      | Cavalos                                        |
| ---- | ------------------------ | ------------------------------------------------------------ | ---------------------------------------------- |
|      | Estados Unidos (USA)     | Joseph Fargis Conrad Homfeld Leslie Howard Melanie Smith     | Touch of Class Abdullah Albany Calypso         |
|      | Grã-Bretanha (GBR)       | Michael Whitaker John Whitaker Steven Smith Timothy Grubb    | Overton Amanda Ryans Son Shining Example Linky |
|      | Alemanha Ocidental (FRG) | Paul Schockemöhle Peter Luther Franke Sloothaak Fritz Ligges | Deister Livius Farmer Ramzes                   |

## Quadro de medalhas do hipismo
| Ordem | País                   | Medalha de ouro | Medalha de prata | Medalha de bronze | Total |
| ----- | ---------------------- | --------------- | ---------------- | ----------------- | ----- |
| 1     | USA Estados Unidos     | 3               | 2                | 0                 | 5     |
| 2     | FRG Alemanha Ocidental | 2               | 0                | 2                 | 4     |
| 3     | NZL Nova Zelândia      | 1               | 0                | 0                 | 1     |
| 4     | GBR Grã-Bretanha       | 0               | 2                | 1                 | 3     |
| 5     | SUI Suíça              | 0               | 1                | 2                 | 2     |
| 6     | DEN Dinamarca          | 0               | 1                | 0                 | 1     |
| 7     | SWE Suécia             | 0               | 0                | 1                 | 2     |